# LabCorp
LabCorp (offizielle Firma: Laboratory Corporation of America Holdings) ist ein US-amerikanisches Unternehmen das klinische Labordienstleistungen anbietet. Das Unternehmen liefert Laborbefunde für die Diagnostik von Erkrankungen und die Entwicklung neuer Arzneimittel.
Laboratory Corporation of America Holdings entstand 1995 durch eine Fusion zwischen den Unternehmen National Health Laboratories (NHL), eine ehemalige Tochter von Revlon, und Roche Biomedical Laboratories (RBL), ein ehemaliger Geschäftsbereich von Hoffmann-La Roche. Durch diese Fusion entstand mit LabCorp der weltweit größte Anbieter klinischer Labordienstleistungen. In den folgenden Jahren erfolgte eine Vielzahl von Unternehmensakquisen, wie die Übernahme von Covance im Jahr 2015.